# Liga rokitnicka
Liga rokitnicka (rokytnicka) – przypuszczalna liga językowa z następującymi językami powinowatymi: polskim, litewskim, białoruskim, ukraińskim i kaszubskim. Nazwa ligi pochodzi od miejscowości Rokitno w obwodzie rówieńskim na Ukrainie.

## Wyróżniki ligi
Cechami wspólnymi dla języków tej ligi (wszystkimi lub ich części) według Majewicza miałyby być między innymi:
- nie występuje iloczas (wyjątki: język litewski i niektóre dialekty kaszubskie),
- występuje akcent ruchomy (poza językiem polskim i niektórymi dialektami kaszubskimi),
- nie występują dyftongi (wyjątek: język litewski),
- samogłoski nieakcentowane nie redukują się,
- mnogość spółgłosek szczelinowych,
- wymiany samogłoskowe i spółgłoskowe,
- wokalizowane twarde /l/ (wymawiane jako /u̯/),
- palatalizacja,
- bogata i rozbudowana fleksja rzeczownika,
- istnieje czasownik posesywny mieć,
- oryginalne wspólne słownictwo.